# Dayer Quintana
Dayer Uberney Quintana Rojas (Cómbita,  10 de agosto de 1992) es un ciclista colombiano que compite en el equipo colombiano Colombia Pacto por el Deporte de categoría Continental. Es profesional desde 2014.
Es el hermano menor del también ciclista Nairo Quintana. Es de complexión muy similar a Nairo e igualmente escalador. Después de su etapa júnior, dejó de competir durante un año y medio en el que prestó servicio militar como policía.

## Palmarés
2014
- 1 etapa de la Vuelta a Austria

2016
- Tour de San Luis

2018
- 1 etapa de la Colombia Oro y Paz

## Resultados en Grandes Vueltas y Campeonatos del Mundo
Durante su carrera deportiva ha conseguido los siguientes puestos en las Grandes Vueltas y en los Campeonatos del Mundo:
| Carrera         | Carrera         | 2014 | 2015 | 2016 | 2017 | 2018 | 2019 | 2020 | 2021 | 2022 |
| --------------- | --------------- | ---- | ---- | ---- | ---- | ---- | ---- | ---- | ---- | ---- |
|                 | Giro de Italia  | —    | 93.º | —    | —    | 82.º | —    | —    | —    | —    |
|                 | Tour de Francia | —    | —    | —    | —    | —    | —    | 95.º | —    | —    |
|                 | Vuelta a España | —    | —    | —    | —    | —    | —    | —    | —    | —    |
| Mundial en Ruta | Mundial en Ruta | —    | —    | —    | —    | —    | —    | —    | —    | —    |

—: no participa

Ab.: abandono

## Equipos
- Movistar Team (2014-2018)
- Neri Sottoli-Selle Italia-KTM[2] (2019)
- Arkéa Samsic[3] (2020-2022)
- Colombia Pacto por el Deporte (2023-)